# Clematis grata
Clematis grata är en ranunkelväxtart som beskrevs av Nathaniel Wallich. Clematis grata ingår i släktet klematisar, och familjen ranunkelväxter. Inga underarter finns listade i Catalogue of Life.

## Bildgalleri

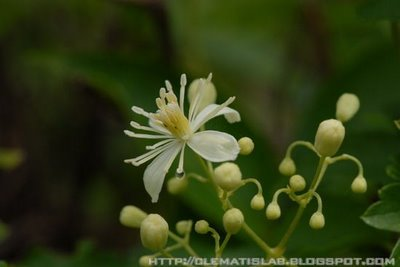
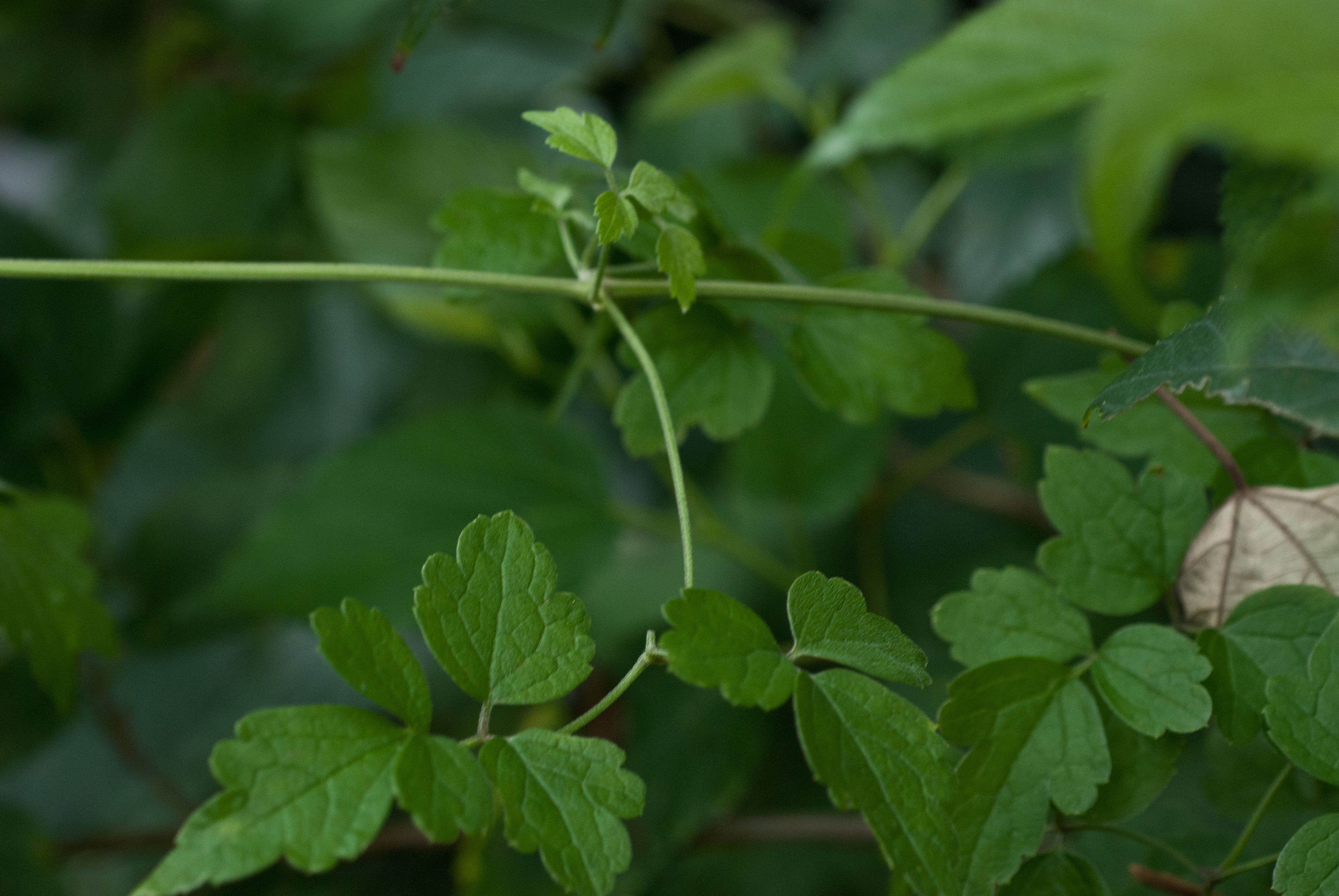